# Pietro Aretino

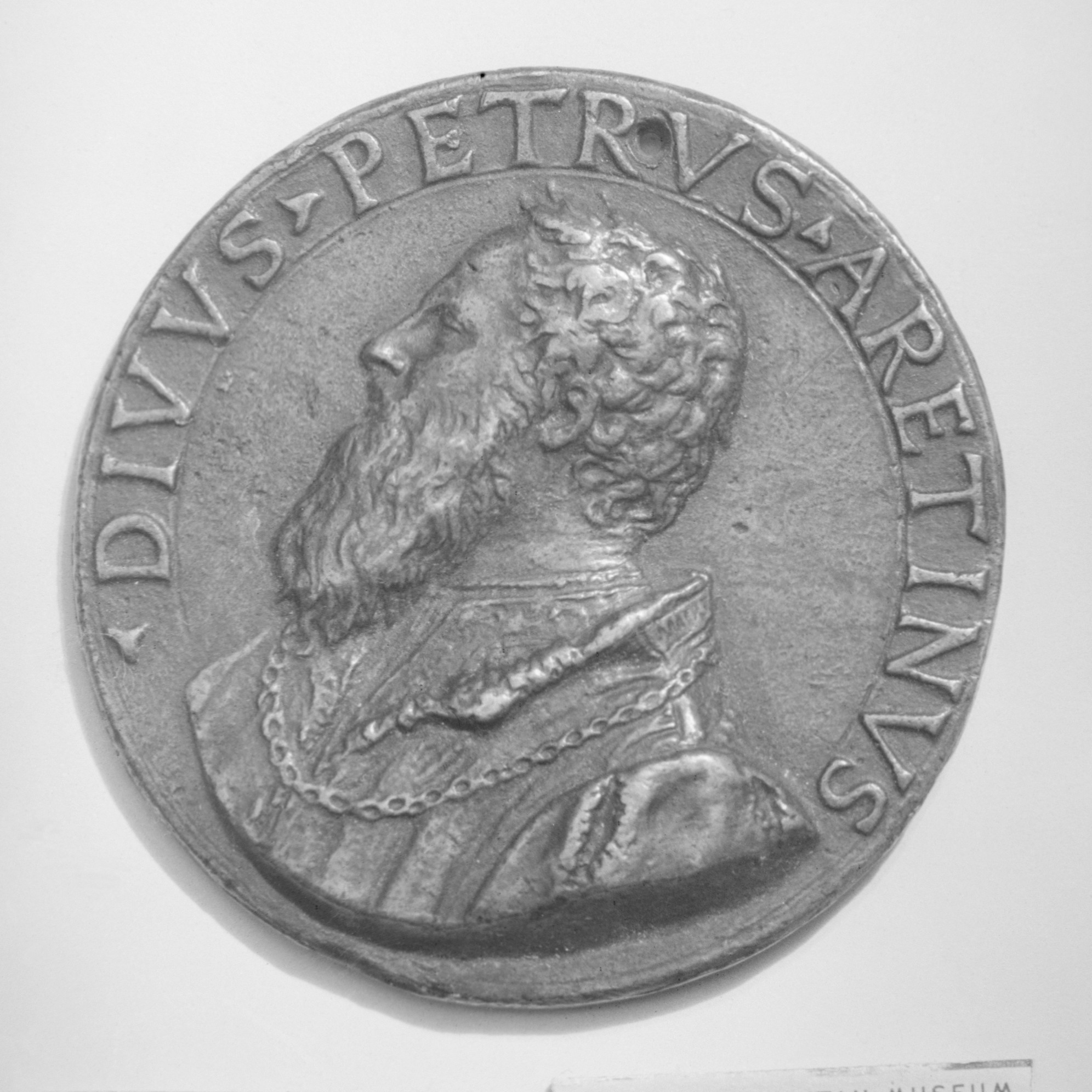
DIVVS PETRVS ARETINVS"Gudomlige Pietro Aretino"Bronsmedaljong från 1500-talet

Pietro Aretino, född 20 april g.s. 1492 i Arezzo, död 21 oktober g.s. 1556 i Venedig, var en toskansk författare, poet, dramatiker och satiriker under den italienska renässansens slutskede. Han skrev gycklande komedier som föregick Molière och Dario Fo, verklighetsförankrade berättelser i dialogform långt före realismens litteratur, sexuellt frispråkiga sonetter och ett stort antal litterärt briljanta och kulturhistoriskt värdefulla brev. På titelsidorna till sina sista böcker kallade han sig Pietro Aretino genom gudomlig nåd en fri man (Pietro Aretino per divina gratia huomo libero). 

## Liv
Aretino föddes 1492 i Arezzo (Aretino betyder "från Arezzo") som son till skoflickaren Luca Del Tura och Margherita Tita Bonci, men själv hävdade han att han var son till ädlingen Luigi Bacci. Om hans ungdom finns inga säkra uppgifter. Han fick ingen gedigen skolutbildning och inte heller någon undervisning i latin. I 14-årsåldern uppehöll han sig i Perugia, där han möjligtvis studerade måleri, bevistade stadens universitet och författade sina första skönlitterära verk. 1512, när han var 20 år, publicerades dikter av honom i Venedig för första gången. 

### Rom
Omkring 1517 flyttade han till Rom. Genom förmedling av bankiren Agostino Chigi fick han tjänst hos kardinal Giulio de' Medici. Han fick samtidigt tillgång till påve Leo X:s hov och fortsatte vistas i Rom under de' Medicis efterföljande påvedöme. Han vann alltmer inflytande och blev vän med bland andra Rafael och dennes elev Giulio Romano. Under konklaven 1521 skrev han de första av sina beryktade och fruktade nidverser, så kallade pasquinader eller paskiller vid "den talande statyn" Pasquino på lilla oansenliga Piazza di Pasquino (i närheten av Piazza Navona) i Rom. Liknande anonyma verser hade där klistrats upp av studenter sedan början av seklet. Aretino gjorde bruk av denna arena som hittills hade inskränkt sig till akademiska och lärda teman, och gav den en ny, satirisk och antiklerikal utformning. 

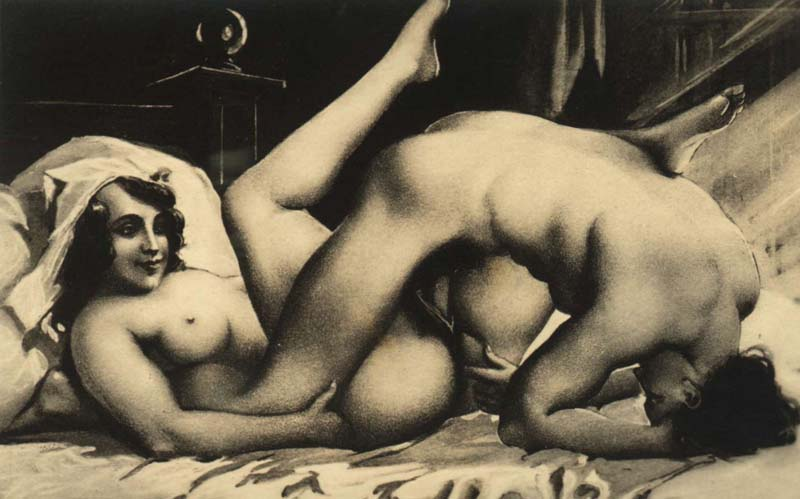
Édouard-Henri Avril (1892): Illustration till Aretinos nionde sonett, efter Isidore Liseux franska översättning av Les sonnets luxurieux.

1522 besteg den fromme och strängt sedesamme Adrian Florisz d'Edel påvetronen som Hadrianus VI och Aretino föredrog att söka sig en mecenat långt från Rom. Valet av hans gamle beskyddare Giulio de' Medici som påve Clemens VII redan året efter gav Aretino anledning att återvända till Rom. Efter mordhot från dem som utsatts för hans smädeskrifter och efter ett misslyckat mordförsök av Achille della Volta i juli 1525 lämnade Aretino återigen Rom, denna gång för alltid. Han sällade sig till kretsen kring hertig Federico II Gonzaga i Mantua. Vid detta hov tros en frispråkig samling vällustiga sonetter, Sonetti lussuriosi, ha tillkommit, inspirerade av ett antal teckningar av vännen Giulio Romano som var i tjänst vid hovet. Hertigen Federico II Gonzaga antas även ha legat bakom ett nytt mordförsök på Aretino, för att öka en brors möjlighet att utnämnas till kardinal. Aretino lyckades undkomma och flydde till Lombardiet och styrkorna kring kondottiären Giovanni de' Medici, även kallad Giovanni dalle Bande Nere. När denne stupade i strid 1526 sökte sig Aretino till Europas största metropol, den antipåvliga och självständiga republiken Venedigs huvudstad. Där inrättade han sig som en ordets furste i ett palats vid Canal Grande.

### Venedig
Väl i Venedig författade Aretino en satirisk skrift mot påven, om Sacco di Roma eller Roms skövling 1527, och en fredsappell riktad till tysk-romerska rikets kejsare Karl V. I Venedig fick han snart tillträde till överklassen. Han åtnjöt dogen Andrea Grittis beskydd, återknöt kontakten med Tizian och knöt vänskapsband med Sansovino. Den blomstrande boktryckarkonsten i det tidiga 1500-talets Venedig skapade ideala villkor för Aretinos litterära verksamhet och för den snabba och allmänna spridningen av hans skrifter och brev. Med sin vassa penna blandade han sig i olika republikers och staters politiska angelägenheter och hade kontakt med såväl kejsare Karl V, som drömde om världsherravälde, som kung Frans I av Frankrike som trodde han kunde bli kejsare. Pietro Aretinos vän Ariosto gav honom epitetet flagello dei principi (furstarnas gissel) i sin episka dikt Orlando furioso 1532, och kallade honom samtidigt il divino (den gudomlige). Från 1535 försåg Pietro Aretino sina tryckalster med mottot: Veritas odium parit (Sanningen frambringar hat) och visade därmed att han och samtiden hade tagit ett steg ut ur den medeltida narrtradition som tillät narren att ostraffat yttra "sanningen". Enbart genom sin litterära verksamhet lyckades i vilket fall Aretino skrapa ihop en betydande förmögenhet. Han benämnde sig själv condottiere della penna, en pennans kondottiär, vilket betydde att han sålde sina stridbara litterära tjänster till den som betalade bäst. Från 1538 gav han med jämna mellanrum ut sina brevsamlingar i bokform. Det är till exempel känt från brev till Michelangelo, att han erbjöd sig som rådgivare vad gällde det teologiska idéinnehållet till altarmålningen i Sixtinska kapellet. Michelangelo ville dock vara så fri som möjligt från innehållsliga riktlinjer vilket sårade den temperamentsfulle Aretino mycket.

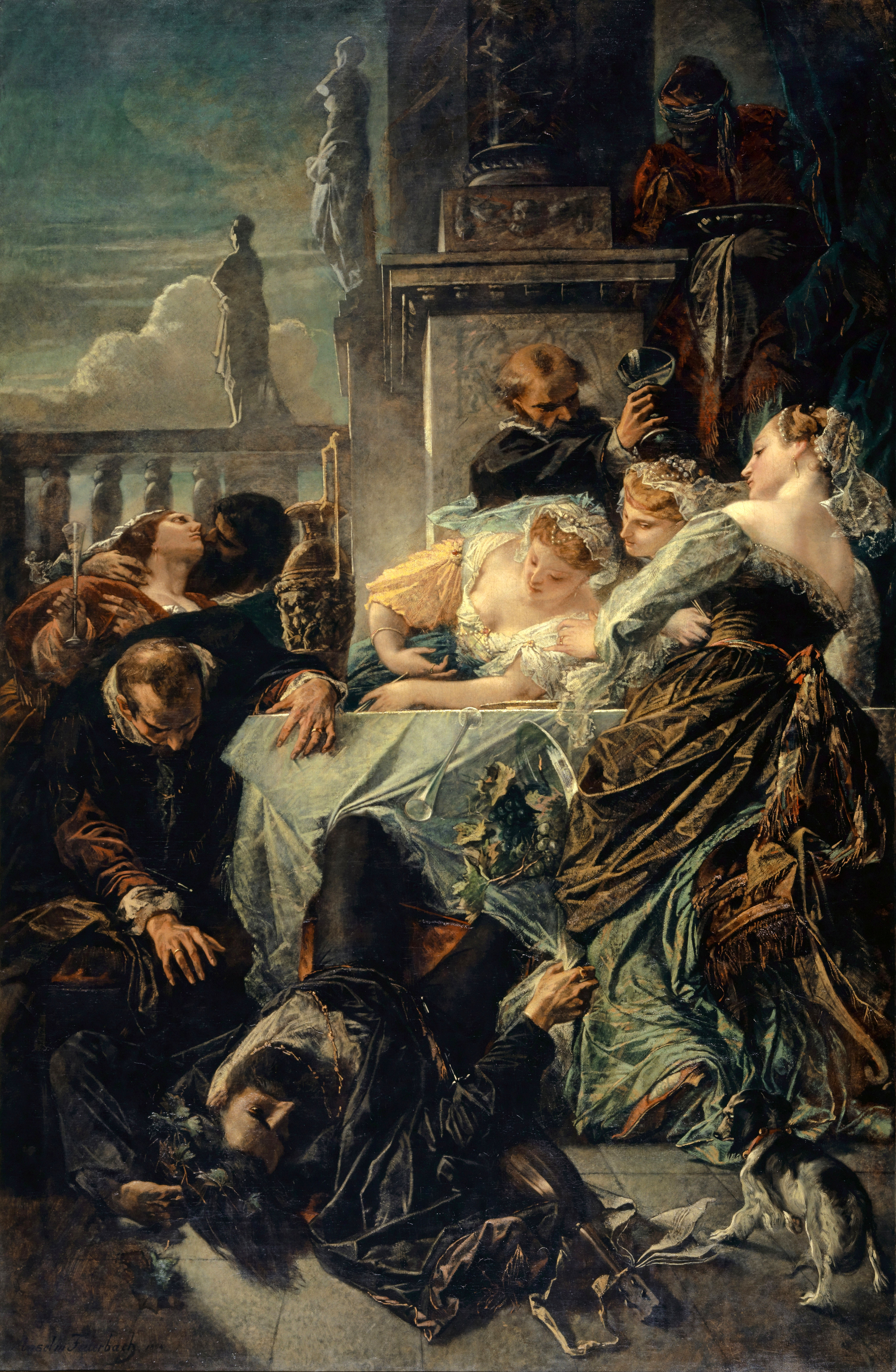
Anselm Feuerbach: Skalden Pietro Aretinos död. Olja på duk (1854). Kunstmuseum Basel.

Aretino avled 21 oktober 1556 i Venedig. Legenden förtäljer att han - i likhet med den glupske halvjätten Margutte i Pulcis epos Morgante (1478–83) - dog mitt i ett skrattanfall. På hans gravsten, som inte längre finns, inristades enligt samma legend några rader som är skrivna helt i Aretinos anda.
| Qui giace l'Aretin, poeta tosco Che disse mal d'ognun, fuorchè di Christo Scusandosi col dir: Non le conosco. | Här vilar den toskanske poeten Aretino Som talade illa om alla utom Kristus Med ursäkten: Honom känner jag inte. |

Året efter diktarens död, år 1557, såg påve Paulus IV till att samtliga arbeten av Aretino bannlystes och infördes i Index librorum prohibitorum, kyrkans allra första förteckning över förbjudna böcker. 450 år senare, åren 1992-2005 publicerades en italiensk klassikerutgåva av hans samlade verk i sju band.

## Verk

### Dikter

#### Canzoner
Redan under sin tid i Perugia skrev Aretino canzoner i den allmänt omhuldade Petrarcas efterföljd. De medtogs senare i hans utgivna verk i Venedig och skulle så småningom tjäna som öppnande referens in i Roms högre kretsar. Från installationen av påve Clemens VII år 1523 finns tre panegyriska canzoner till hans ära. 

#### Sonetti lussuriosi
Den antiklerikala och hedonistiska samlingen erotiska dikter som skrevs 1525 eller 1526 och som numera går under namnet Sonetti lussuriosi (ordagrant: "Vällustiga sonetter") består av två böcker med sexton respektive fjorton kompositioner. De inspirerades av sexton kopparstick av Marcantonio Raimondi, efter Giulio Romanos teckningar, vilka framställde olika samlagsscener. Kopparsticken hade offentliggjorts första gången år 1524. De skulle senare få namnet I modi ("Sätten") och genom historien associeras mer med Aretino än med de ursprungliga konstnärerna. Kopparsticken beslagtogs nästan omedelbart och brändes på befallning av påven, medan kopparstickaren Raimondi kastades i fängelse för en tid, men frigavs efter påtryckningar från Pietro Aretino. 
Sonetterna han skrev är mestadels dialogiskt utformade. Skiftande par framträder som två jämbördiga parter, där kvinnorna uttrycker sig lika häftigt som männen, tar för sig och har sex av egen fri vilja. En del kvinnonamn härrör från kända, samtida kurtisaner i Rom. Bilder och sonetter publicerades tillsammans 1527 som I modi och blev därmed den första boken någonsin där text och bild möttes i ämnet sex. Utgåvan konfiskerades omgående och förbjöds av påvemakten, men har trots detta bevarats in i vår tid. Inte bara innehållsligt är Aretinos sonetter okonventionella, utan även formellt sett. En strof med tre rader är nämligen tillagd på slutet av alla (utom två i andra boken). Detta är en särskild form av den italienska sonetten, vilken Pietro Aretino hade använt tidigare i sina pasquinader, till exempel under konklaven 1521, då han velat misskreditera vissa påvekandidater. Den kallas sonetto colla coda eller svanssonett och var sedan medeltiden traditionellt förbehållen burleska, polemiska eller satiriska syften, vilket ju säger något om Aretinos avsikt men utan att avslöja exakt vad för eftervärlden. Reaktionen mot verket berättar väl däremot vilken fullträff det var. 
Aksel G. Gustafssons svenska tolkning av de sexton första dikterna i volymen De 1000 kärlekskonsterna (1966) ger kanske en antydan om innehållet men är tyvärr förvanskade och även formellt stympade till en sonetts sedvanliga antal rader och jambiska rytm. Översättaren av samma dikter till engelska Samuel Putnam förfor likadant 1926. Han tillät sig dessutom ett mer konventionellt passande språkbruk och en artfrämmande metaforik.
2007 dirigerade den brittiske kompositören Michael Nyman uruppförandet av sina egna tonsättningar av åtta av dessa Sonetti lussuriosi på originalspråk vid Venedigbiennalen med den australiska sopranen Marie Angel.

#### Dubbi amorosi
Strax efter Sonetti lussuriosi skrevs samlingen Dubbi amorosi ("Kärlekstvivel"). Den består av små kompositioner i vilka Aretino belyser problem genom korta historier om gifta män, fruar, prostituerade och dem som bara är lustfyllt upptagna av sex.

### Pjäser
1534 omarbetade Aretino sin egen pjäs La cortigiana (Kurtisanen). Den första versionen hade han skrivit i Rom 1525. Nu blev den också en parodi på diplomaten Baldassare Castigliones flitigt lästa handbok för hovmän, Il Cortegiano (1528). Denna prosakomedi i fem akter handlar om signore Maco från Siena som beger sig till Rom för att bli kardinal. Väl där förälskar han sig i en kvinna, men tvingas inse att han bara kan komma ifråga om han är cortegiano eller hövisk i sitt sätt. Han får därför undervisning - av en skojare - i hur en hovman bör skicka sig: han lär sig smickra och bedra och sitter i timmar framför spegeln. I samma stil som Aretinos tidiga pasquinader avkläds villkoren vid hoven under denna epok och hovfolkets etikett. Författaren häcklar ett utbrett hyckleri, liksom förhärskande litterära och filosofiska modenycker som platonism eller petrarkism.
Hans tragedi Orazia tjänade som förlaga till Pierre Corneilles Horace.

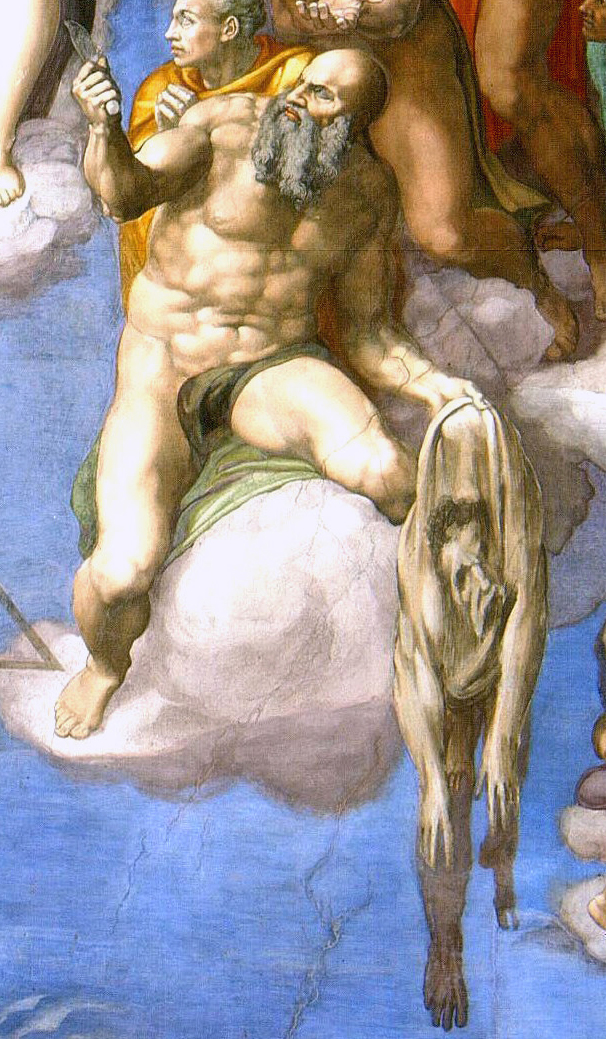
Michelangelo: Detalj ur altarväggens fresk Yttersta domen i Sixtinska kapellet. Helgonet Bartolomaios visar upp sitt flådda skinn. Skinnets ansikte är Michelangelos eget medan det ansikte som helgonet har kvar är Pietro Aretinos.

### Berättelser
Aretinos Ragionamento (1534; på svenska Samtal, 2008) och Dialogo (1536) kallas ibland tillsammans för Ragionamenti (ordagrant: "förnuftiga samtal"). De återknyter litterärt till den klassiske satirikern Lukianos och hans samtal mellan hetärer. Varje del består av tre dagar med varsin dialog, det vill säga sex dialoger totalt. I första delen pratar de båda prostituerade Nanna och Antonia om framtiden och om bästa möjliga sätt att leva för Nannas dotter Pippa. Nanna som har varit nunna, äkta maka och sköka, kommer under samtalen fram till att en kvinnas förmågor och talanger bara kan utvecklas tillfullo som sköka. Enbart då ges kvinnan störst möjlighet att delta i samhällslivet. Den viktigaste förutsättningen för ett framgångsrikt liv är emellertid att inte förälska sig i någon, för att slippa bli bedragen och utnyttjad. Den andra delen innehåller Nannas undervisning av dottern. Aretino parodierar i dessa dialoger samtida läroböcker i dygdemönster och hånar idealiseringen av kvinnan, så utbredd som denna var inom italiensk litteratur i Petrarcas efterföljd.
Manuskriptet till La putana errante ouvero dialoghi di Maddalena e Giulia har daterats till 1520-talet. Det finns med som Samtal om olika slag av kärlek i den svenska volymen De 1000 kärlekskonsterna (1966). Manuset medtogs i en tidig utgåva av Ragionamento, 1538 i Novara, medan författaren levde, men tros inte härröra från Aretino. Ett än mer sannolikt falsarium, skrivet i Aretinos namn - "från en otitulerad italiensk handskrift" - är det verk som utgavs på svenska 1968 kallat Skamlösa memoarer.

### Brev
1538 började Aretino ge ut sina egna brev. På ett år trycktes tretton upplagor av den första delen. Fram till hans död ett par decennier senare utkom ytterligare fem delar med sammanlagt över tretusen brev. Förläggare var hans vän tryckaren Francesco Marcolini, som också hade publicerat några av hans skönlitterära verk. Hans korrespondens med sin tids mäktiga dokumenterar en period av djupgående social omvandling i Italien. Denna präglades av spänningar och väpnade konflikter mellan Frankrike och heliga romerska riket, av politisk oro som följd av den kontinentala reformationen och en utbredd instabilitet mellan italienska hov. Aretinos brev till sin tids storheter tecknar en färgrik bild av epoken genom författarens ohöljda, ohämmade och emellanåt cyniska synsätt, hans vakna och engagerade deltagande i politiska skeenden, i konst och litteratur, skvaller och alla sorters intriger. Som framgår av mottot på hans böcker, veritas odium parit, ville han hålla sig till "sanningen" och betraktade sig som en fri man i ett politiskt system som lät den enskilde vara ekonomiskt, politiskt och psykologiskt beroende.

### Övrigt
Vid sidan av detta offentliggjorde han hagiografier som han tyckte det fanns en marknad för i samband med Roms kamp mot protestantismen. Därutöver förekom en rik produktion av satirer och polemiska skrifter.

## Verkförteckning

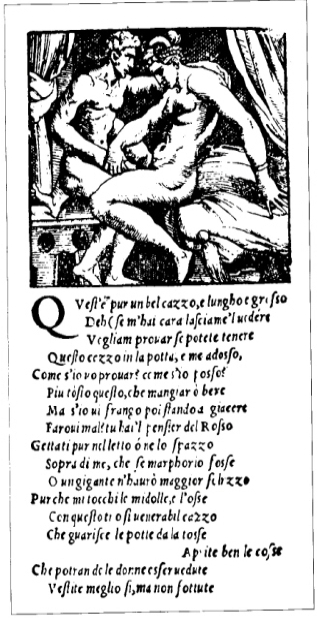
Modo IV. Anonymt träsnitt efter Marcantonio Raimondis ursprungliga kopparstick, tillsammans med en av Aretinos sonetti lussuriosi, den som börjar: Quest'è pur un bel cazzo e lungo e grosso. Möjligen är detta ur 1527 års utgåva, i ett privat inbundet exemplar - med fyra andra renässanstexter - från år 1550.

- Edizione nazionale delle opere di Pietro Aretino (Enrico Malato, red.) (sju band, Rom 1992-2005)

### Dikter
- Opera nova del fecundissimo giovene Pietro Pictore Arretino, zoè strambotti, sonetti, capitoli epistole, barzallette et una desperata (Venedig, 1512)
- Pasquinate (1517)
- Sonetti lussuriosi (1526) Text online
  - Les sonnets luxurieux (fransk tolkning av Isidore Liseux) (Paris: Musée secret du bibliophile, 1882) Text online
  - Sonnets luxurieux (fransk tolkning av Alcide Bonneau och Paul Larivaille) (Paris: Éditions Payot & Rivages, 1996)
  - De 1000 kärlekskonsterna (översättning Aksel G. Gustafsson, illustr. efter teckningar av Jules Romain) (Termac, 1966)
  - Wulpse sonnetten (flamländsk tolkning av Ernst van Altena) (Goossens, 1981) Text online
  - I modi (engelsk tolkning av Lynne Lawner) (Evanston, Illinois, 1984; London : Owen, 1988) ISBN 0-7206-0724-8
  - Stellungen (tysk tolkning av Thomas Hettche, som också försett utgåvan med tre essäer i ämnet) (Köln: DuMont Literatur und Kunst Verlag, 2003) ISBN 3-8321-7836-8
  - Любовные позиции (rysk tolkning av Alexei Purin) (1996, 2002) Text online
- Dubbi amorosi Text online
- Altri dubbi amorosi Text online
- I primi tre canti di Marfisa (1533) Text online
- Angelica (1535) Text online
- Orlandino (1540) Text online
- Astolfeida (1548) Text online

### Berättelser
- Passione di Gesù (1534)

En hagiografi över Katarina av Alexandria utgiven under trettioåriga kriget år 1636. Den är skriven av en viss Partenio Etiro som tros vara ett anagram av det förbjudna författarnamnet Pietro Aretino.

- Ragionamento della Nanna e della Antonia fatto a Roma sotto una ficaia (1534) Text online
  - Samtal: glädjeflickornas liv (översättning Francesco Luzio (Paris: Navarre, 1938)
  - Nunnornas liv (anonym översättning) (Borås: Amber, 1966) [första delen av Ragionamenti]
  - De gifta kvinnornas liv (anonym översättning) (Borås: Amber, 1966) [andra delen av Ragionamenti]
  - Samtal (Francesco Luzios översättning redigerad av Carl-Michael Edenborg) (Vertigo förlag, 2008)  ISBN 9789185000395 [Innehåll: Nunnornas liv, De gifta kvinnornas liv, Skökornas liv]
- Dialogo nel quale la Nanna insegna alla Pippa sua figliola (1536) Text online

### Komedier
- Farza (1525)
- Il marescalco (1533)
- La cortigiana (1525, 1534) Text online
- Lo ipocrito (1542)
- La talanta (1542)
- Il filosofo (1546)
- Tutte le commedie (Mursia, Milano 1968)

### Versdrama
- Orazia (1546)

### Brev
- Lettere I - VI (1538-1555)
- Lettere sull'arte (comment. da Fidenzio Pertile, a cura di Ettore Camesasca) (Milano, 1957-1960, tre vol.)
- The letters of Pietro Aretino (transl. and ed. by Thomas Caldecot Chubb) (Hamden, Conn., 1967)

### Utgivet i Aretinos namn
- La putana errante ouvero dialoghi di Maddalena e Giulia (1538)
- Skamlösa memoarer (översatt av Gert Nyman, "från en otitulerad italiensk handskrift")(Stockholm: Obelisk, 1968)

### Fotnoter
1. ↑  Ludovico Ariosto: Den rasande Roland (1532), Canto 46, strof 14. I original: ... ecco il flagello / de' principi, il divin Pietro Aretino.
2. ↑  Johannes Hösle (1969), s. 42
3. ↑  Illustrationerna till denna svenska utgåva ger sken av att vara de ursprungliga, då de påstås vara gjorda efter teckningar av "Jules Romain", dvs. den franska formen av Giulio Romano. De sägs däremot vara "graverade i koppar" av en helt annan kopparstickare, nämligen Antonio da Trento (1510-1550), en samtida till de egentliga upphovsmännen. Bilderna överensstämmer emellertid inte alls med originalen.
4. ↑  Samuel Putnam (1926): "The Sportive Sonnets of Pietro Aretino, I Sonetti Lussuriosi", Vol. II, pp. 245-268.
5. ↑  Se 8 Lust Songs: I Sonetti Lussuriosi. Michael Nymans tonsättningar finns utgivna under titeln 8 Lust Songs: I Sonetti Lussuriosi (2008). Vid ett framförande 2008 på Cadogan Hall i London drogs för övrigt programmen in efter anklagelser om obscenitet: Michael Nyman Festival Controversy Arkiverad 14 februari 2012 hämtat från the Wayback Machine..